# Terra di Coats
La Terra di Coats (in inglese Coats Land) è una regione dell'antartide occidentale che corre lungo la costa orientale del mare di Weddell, compresa tra 20º00'O (terra della regina Maud) e 36º00´O. La parte nord dell'area è stata esplorata durante la spedizione Scotia negli anni 1902-04 comandata da William Speirs Bruce, che la battezzò in onore di James e Andrew Coats, due dei finanziatori della missione.